# 오영환 (1988년)
오영환(吳永煥, 1988년 2월 10일~)은 대한민국 소방공무원 출신 정치인이다. 더불어민주당 인재영입으로 국회에 입성했다. 제21대 국회의원이다.

## 생애
본관은 함양이며, 1988년 경기도 동두천시에서 육군3사관학교 출신인 아버지 오동석의 1남 1녀 중 첫째로 출생하였다. 오영환은 엄격한 아버지에게 성장해 초달을 받기도 했다고 한다. 육군 소령으로 예편한 아버지를 따라 의정부시로 이사해서 의정부서초등학교에 입학하였고, 아버지 본가가 있는 부산광역시로 이사하여 백산초등학교, 만덕중학교, 낙동고등학교를 졸업했다.
부산의 소방시설공사업체인 대한방재이엔지에 비정규직으로 입사하여 유도등, 감지기와 같은 소방시설을 설치하고 수리하는 일을 하던 중 군복무를 위해 제30기 의무소방원으로 입대하였다. 해운대해수욕장 119수상구조대와 해운대소방서 구급대 보조인력으로 복무하다가 전역을 앞두고 부산소방본부에서 행정병으로 근무하였으며 그 해 소방공무원에 임용되었다. 2010년 광진소방서, 119특수구조단, 2015년 성북소방서, 2017년 중앙119구조본부 등에서 근무하였다.
2015년 암벽등반선수 김자인과 결혼했다. 2015년 12월 신참 소방관으로서 겪은 고통의 현장과 동료들에 대한 이야기를 담아 수필집 《어느 소방관의 기도》를 출판했다. 
2019년 소방공무원을 퇴직 후 2020년 더불어민주당 영입인재 5호로 의정부 갑 총선 후보로 전략공천되었다. 21대 국회의원 선거에 더불어민주당 최연소 당선자이며, 최초의 소방공무원 출신 국회의원이다.

### 의정 활동
오영환은 제21대 국회의원 재임 중 행정안전위원회 위원으로 활동하며 생명안전 및 재난 대응 체계 개선에 집중하였다. 1호 법안으로 ‘생명존중 안전한 일터 3법’을 발의한 것을 비롯해, ‘화재예방 3법’, ‘공상추정법’, ‘119신고법’ 등을 대표발의하여 본회의 통과를 이끌었다. 그는 소방공무원 출신의 이윤근 보좌관과 함께 소방공무원의 직무 스트레스 예방, 순직 기준 명확화, 구조·구급 인력의 처우 개선 등을 위한 정책 추진에 협력하였으며, 특히 독도 헬기 추락 사고에서의 구조 경험을 바탕으로 재난현장 종사자에 대한 제도적 보호 필요성을 국회에서 지속적으로 제기하였다. 2021년에는 이낙연 대통령 예비후보의 수행비서 및 대변인으로 활동하였고, 더불어민주당 초선 비상대책위원으로서 2030 초선의원 공동 입장문 발표에 참여했으며, 이 과정에서 조국 사태 관련 발언으로 논란을 빚기도 했다. 이후 2023년 4월 더불어민주당 현역 의원 가운데 최초로 제22대 총선 불출마를 선언하고 소방공무원 재응시 의사를 밝혔으며, 2024년 3월 더불어민주당을 탈당해 설훈 의원과 함께 새로운미래에 입당, 상임선대위원장으로 활동했다. 같은 해 7월 다시 탈당 후 무소속이 되었으며, 정계 은퇴를 선언하였다.

### 소방공무원 복귀
오영환 전 의원은 제22대 총선 불출마를 선언한 이후 정계와의 연을 끊고 소방공무원으로 복귀하기 위한 준비에 돌입했으며, 2025년 7월 서울소방본부 9급 공개경쟁채용시험에 최종 합격함으로써 정치권에서 다시 현장 소방관으로의 복귀를 실현했다. 과거 중앙119구조본부 등에서 10년간 소방관으로 복무한 이력을 바탕으로, 그는 국회의원 재임 중에도 소방을 자신의 천직이라 밝혀왔으며, 의원직을 내려놓은 뒤에도 약속대로 소방관 채용시험에 도전해 정식 임용을 앞두고 있다.

## 경력
- 부산광역시 해운대소방서 수상구조대, 구급대
- 2010.10~2012.11: 서울특별시 광진소방서 구조대원
- 2012.11~2015.01: 서울특별시 119특수구조단 도봉산 산악구조대원
- 2015.01~2017.07: 서울특별시 성북소방서 현장대응단 오토바이 구급대원
- 2017.07~2019.12: 소방청 중앙119구조본부 수도권119특수구조대 항공구조구급대원
- 2020.03~2020.04: 더불어민주당 재난안전특별위원회 위원장
- 2020년 4월 15일: 대한민국 제21대 국회의원 선거 당선(경기 의정부시 갑, 더불어민주당, 초선)
- 2020.05~2024.03: 더불어민주당 경기도당 의정부시 갑 지역위원회 위원장
- 2020.09~2024.03: 더불어민주당 재난재해대책특별위원회 위원장
- 2021.04~2021.05: 더불어민주당 비상대책위원
- 2022.03~2023.05: 더불어민주당 원내대변인
- 2024.03~2024.04: 새로운미래 제22대 국회의원 선거 선거대책위원회 총괄상임선거대책위원장
- 2025.10 ~: 서울특별시 소방재난본부 화재진압대원

### 의정 활동
- 2020.05~2024.05: 제21대 국회의원(경기 의정부시 갑, 더불어민주당→무소속→새로운미래, 초선)
  - 2020.06~2022.05: 제21대 국회 전반기 행정안전위원회 위원
  - 2021.07~2022.05: 제21대 국회 전반기 예산결산특별위원회 위원
  - 2021.12~2022.01: 제21대 국회 중앙선거관리위원회 위원(문상부) 선출에 관한 인사청문특별위원회 위원
  - 2022.07~2023.05: 제21대 국회 후반기 국회운영위원회 위원
  - 2022.07~2024.05: 제21대 국회 후반기 행정안전위원회 위원
  - 2022.12~2023.01: 제21대 국회 용산 이태원 참사 진상규명과 재발방지를 위한 국정조사 특별위원회 위원

## 학력
- 의정부서국민학교 전학
- 백산초등학교 졸업
- 만덕중학교 졸업
- 낙동고등학교 졸업
- 서울시립대학교 소방방재학 학사

## 가족
- 부: 함양 오씨 오동석(吳東碩)
- 모: 용궁 전씨 전순애(全順愛)
  - 배우자: 김자인(1988년생)
    - 딸: 오규아(2021년생)

## 역대 선거 결과
| 실시년도 | 선거   | 대수 | 직책     | 선거구           | 정당         | 득표수   | 득표율          | 순위 | 당락 | 비고 |
| -------- | ------ | ---- | -------- | ---------------- | ------------ | -------- | --------------- | ---- | ---- | ---- |
| 2020년   | 총선   | 21대 | 국회의원 | 경기 의정부시 갑 | 더불어민주당 | 54,806표 | \| \| 53.03% \| | 1위  |      | 초선 |
|          | 53.03% |      |          |                  |              |          |                 |      |      |      |

## 소속 정당
| 소속 정당 | 소속 정당    | 소속 기간 | 비고           |
| --------- | ------------ | --------- | -------------- |
|           | 더불어민주당 | 2020~2024 | 정계 입문      |
|           | 무소속       | 2024      | 탈당           |
|           | 새로운미래   | 2024      | 입당           |
|           | 무소속       | 2024~현재 | 탈당 정계 은퇴 |

## 같이 보기
- 의정부시 갑
- 의정부시의 국회의원

## 저서
- 《어느 소방관의 기도》[8]

## 일화
고교시절부터 김훈의 작품을 탐독하며 그의 문장과 소방에 대한 애정을 흠모하였다. 2013년 강연회에서 처음 오영환을 만난 김훈은 소방관이라는 소개에 크게 반가워하며 연락처를 물어봤다. 이 때 알게 된 김훈의 주소로 감사편지와 함께 소방관을 꿈꾸던 유년 시절과 의무소방원 시절의 이야기를 담은 수필인 <한 의무소방원의 꿈>을 보내게 된다. 김훈은 후에 오영환에게 전화하여 <한 의무소방원의 꿈>이 문학동네 겨울호에 발표한 단편소설 ‘손’의 모티브가 되었다며 감사를 표한다.